# Guarianthe skinneri
Guarianthe skinneri là một loài lan.

## Hình ảnh

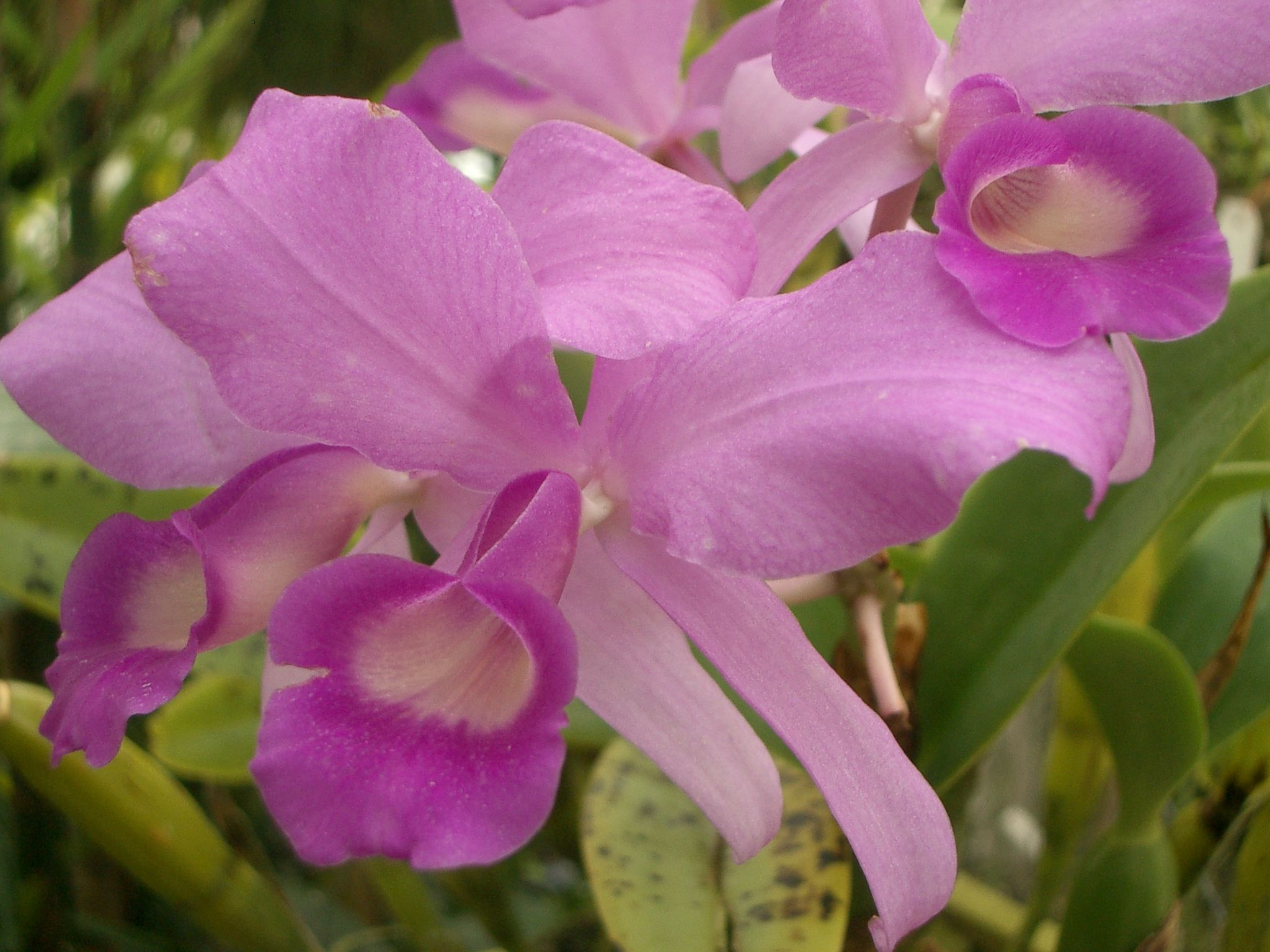
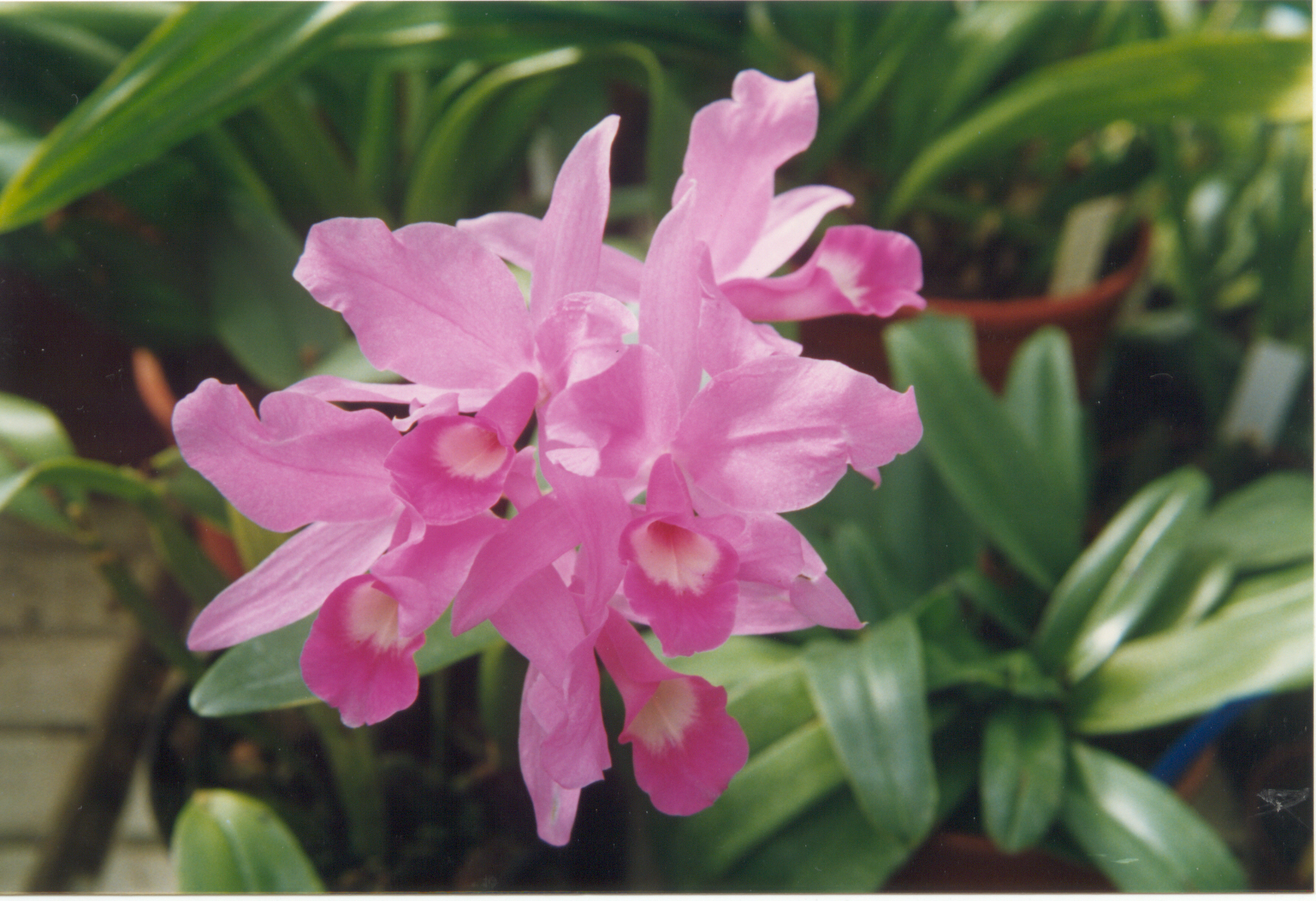
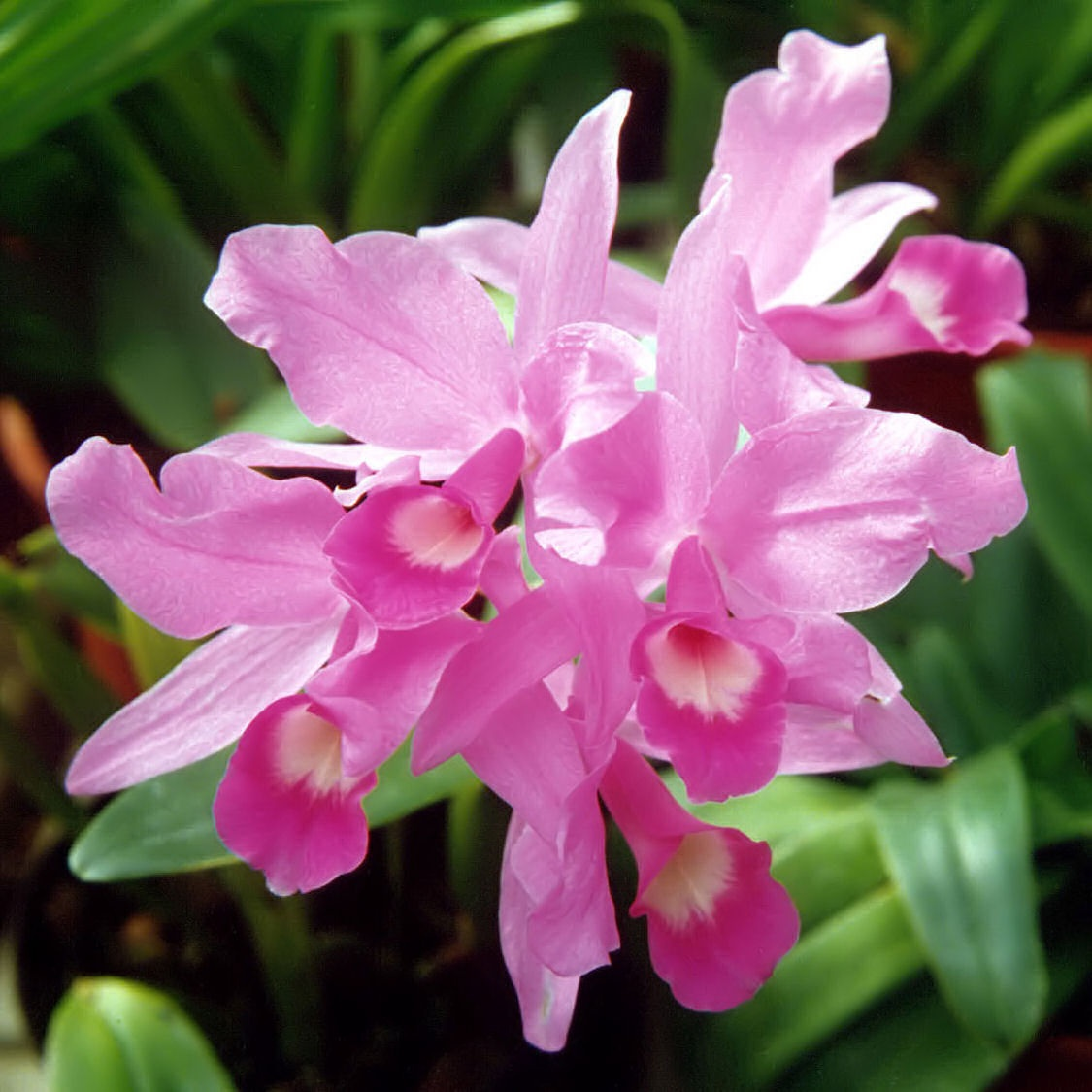
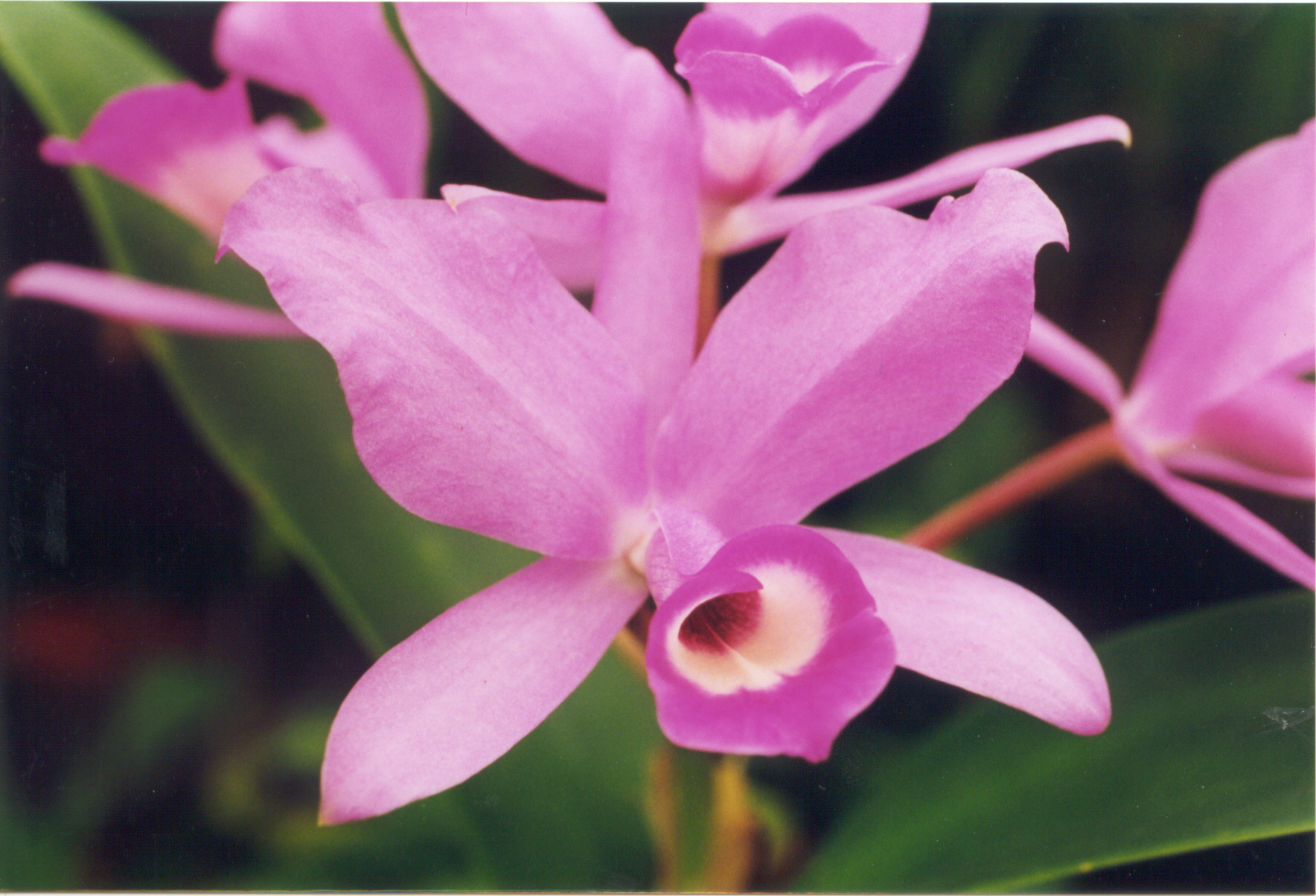